# RIS (format de fichier)
Pour les articles homonymes, voir RIS.
RIS est un format informatique de balisage standardisé de données bibliographiques. Il permet l'échange de références bibliographiques entre les applications compatibles, en particulier les catalogues de bibliothèques numériques, les bases de données bibliographiques et les logiciels de gestion bibliographique.

## Balisage
Les différents éléments de la référence bibliographique sont rassemblés dans un fichier texte, chacun précédé d'une balise qui en identifie la nature (auteur, titre, éditeur...).
Toute nouvelle balise doit être placée en début de ligne et se trouve donc séparée de l'élément précédent par un saut de ligne explicite.
Une balise est composée de deux lettres, suivies de deux espaces et d'un tiret : « TY  - »
L'ordre des éléments est sans importance, sauf la mention du type de document (livre, article...) qui se trouver en première place (balise TY) et la balise  qui marque la fin de la référence (ER). Certaines balises peuvent être répétées (A1, par exemple, qui introduit un auteur).
Un fichier peut par ailleurs contenir plusieurs références bibliographiques - sans espace supplémentaire entre elles.

### Balises (2011)
| Balise | Contenu |
| ------ | --- |
| TY     | Type de document (toujours placé en tête). Voir ci-dessous la liste des valeurs autorisée pour cette balise. |
| A1     | Auteurs. |
| AB     | Résumé |
| AD     | Adresse de l'auteur |
| AN     | Numéro d'accès |
| AV     | Emplacement dans les archives |
| BT     | Ce champ correspond à T2 pour tous les types de référence, à l’exception des références "Livre" et "Ouvrage non publié". Il accepte des caractères alphanumériques. Il n’y a pas de limite pratique à sa longueur. |
| C1     | Balise personnalisable. |
| CA     | Légende. |
| CN     | Cote de rangement. |
| CP     | Champ alphanumérique pratiquement sans limite de longueur. |
| CT     | Titre forgé d'un document non publié. |
| CY     | Lieu d'édition. |
| DA     | Date. |
| DB     | Nom de la base de données. |
| DO     | Identificateur d'objet numérique |
| DP     | Fournisseur de la base de données. |
| ED     | Éditeur. |
| EP     | Numérotation de la dernière page. |
| ET     | Édition. |
| ID     | Identifiant de référence. |
| IS     | Numéro de fascicule. |
| J1     | Titre du périodique. |
| J2     | Titre alternatif du périodique. |
| JA     | Abréviation usuelle du titre du périodique. |
| JF     | Nom complet du journal ou du périodique : un champ alphanumérique de 255 caractères. |
| JO     | Nom complet du journal ou du périodique : un champ alphanumérique de 255 caractères. |
| KW     | Mot-clé. Cette balise peut être répétée autant que nécessaire. |
| L1     | URL du document, au format PDF. |
| L2     | URL du texte intégral du document. |
| L3     | URL de documents liés. |
| L4     | Image(s). |
| LA     | Langue. |
| LB     | Libellé. |
| LK     | Adresse de site internet. |
| M1     | Numéro. |
| M2     | Divers 2 : un champ alphanumérique pratiquement sans limite de longueur. |
| M3     | Type d'ouvrage. |
| N1     | Notes. |
| N2     | Résumé. |
| NV     | Nombre de volumes. |
| OP     | Publication originelle. |
| PB     | Éditeur. |
| PP     | Lieu d'édition. |
| PY     | Année d'édition (YYYY). |
| RI     | Document révisé. |
| RN     | Notes de recherche. |
| RP     | Réimpression. |
| SE     | Section. |
| SN     | ISBN / ISSN |
| SP     | Numérotation de la première page. |
| ST     | Titre court |
| T1     | Titre principal |
| T2     | Titre secondaire (titre du journal, le cas échéant) |
| T3     | Troisième titre |
| TA     | Traduction du nom d'auteur |
| TI     | Titre |
| TT     | Traduction du titre |
| U1     | Défini par l'utilisateur 1 : un champ alphanumérique pratiquement sans limite de longueur. |
| U2     | Défini par l'utilisateur 2 : un champ alphanumérique pratiquement sans limite de longueur. |
| U3     | Défini par l'utilisateur 3 : un champ alphanumérique pratiquement sans limite de longueur. |
| U4     | Défini par l'utilisateur 4 : un champ alphanumérique pratiquement sans limite de longueur. |
| U5     | Défini par l'utilisateur 5 : un champ alphanumérique pratiquement sans limite de longueur. |
| UR     | URL |
| VL     | Numéro de volume |
| VO     | Numéro de norme publiée. |
| Y1     | Date principale. |
| Y2     | Date d'accès. |
| ER     | Fin de la référence (toujours placé en dernier). |

## Valeurs autorisées pour la balise TY
La structure d'une référence bibliographique dépend fortement du type de document qu'elle décrit. Celle-ci doit donc être déclarée de façon standardisée, en-tête de notice. Voici les valeurs possibles.
| Abbreviation | Type                               |
| ------------ | ---------------------------------- |
| ABST         | Résumé                             |
| ADVS         | Document audiovisuel               |
| AGGR         | Aggregated Database                |
| ANCIENT      | Texte ancien                       |
| ART          | Œuvre d'art                        |
| BILL         | Bill                               |
| BLOG         | Blog                               |
| BOOK         | Livre                              |
| CASE         | Case                               |
| CHAP         | Chapitre                           |
| CHART        | Graphique                          |
| CLSWK        | Classical Work                     |
| COMP         | Programme informatique             |
| CONF         | Conference proceeding              |
| CPAPER       | Conference paper                   |
| CTLG         | Catalogue                          |
| DATA         | Data file                          |
| DBASE        | Base de données en ligne           |
| DICT         | Dictionnaire                       |
| EBOOK        | Livre électronique                 |
| ECHAP        | Extrait de livre électronique      |
| EDBOOK       | Edited Book                        |
| EJOUR        | Article électronique               |
| ELEC         | Page web                           |
| ENCYC        | Encyclopédie                       |
| EQUA         | Équation                           |
| FIGURE       | Illustration                       |
| GEN          | Generic                            |
| GOVDOC       | Document officiel (gouvernemental) |
| GRANT        | Grant                              |
| HEAR         | Audition                           |
| ICOMM        | Internet Communication             |
| INPR         | In Press                           |
| JFULL        | Périodique                         |
| JOUR         | Journal                            |
| LEGAL        | Legal Rule or Regulation           |
| MANSCPT      | Manuscrit                          |
| MAP          | Carte                              |
| MGZN         | Article de magazine                |
| MPCT         | Motion picture                     |
| MULTI        | Online Multimedia                  |
| MUSIC        | Enregistrement musical             |
| NEWS         | Newspaper                          |
| PAMP         | Pamphlet                           |
| PAT          | Brevet                             |
| PCOMM        | Personal communication             |
| RPRT         | Report                             |
| SER          | Serial publication                 |
| SLIDE        | Slide                              |
| SOUND        | Sound recording                    |
| STAND        | Standard                           |
| STAT         | Statuts                            |
| THES         | Thèse, mémoire                     |
| UNBILL       | Unenacted Bill                     |
| UNPB         | Ouvrage non publié                 |
| VIDEO        | Enregistrement vidéo               |

## Exemple
Voici un exemple simple de fichier RIS contenant deux références.
```
TY  - JOUR
AU  - Shannon, Claude E.
PY  - 1948/07//
TI  - A Mathematical Theory of Communication
T2  - Bell System Technical Journal
SP  - 379
EP  - 423
VL  - 27
ER  - 
TY  - JOUR
T1  - On computable numbers, with an application to the Entscheidungsproblem
A1  - Turing, Alan Mathison
JO  - Proc. of London Mathematical Society
VL  - 47
IS  - 1
SP  - 230
EP  - 265
Y1  - 1937
ER  - 
```